# Право міжнародних організацій
Право міжнародних організацій — галузь сучасного міжнародного права, норми якого регулюють питання створення та діяльності міжнародних організацій, юридичну чинність їхніх актів, а також визначають їхній статус.
Складається із зовнішнього та внутрішнього права.
- «Внутрішнє право» організації — норми, що регулюють структуру організації, компетенцію її органів і порядок роботи, статус персоналу, фінансові правила та інше;
- «Зовнішнє право» організації — норми договорів організації з державами та іншими міжнародними організаціями.